# Oyster Harbour
L'Oyster Harbour est un estuaire de la côte sud de l'Australie-Occidentale, en Australie. Il est lui-même situé au fond d'une autre baie plus vaste, le King George Sound.